# Andrzej Szarawarski
Andrzej Szarawarski (ur. 25 lutego 1948 w Czeladzi) – polski polityk, działacz PZPR, poseł na Sejm I, II, III i IV, były wiceminister gospodarki oraz skarbu państwa.

## Życiorys
W 1973 ukończył studia na Wydziale Mechanicznym Technologicznym Politechniki Śląskiej. Zasiadał we władzach wojewódzkich Związku Socjalistycznej Młodzieży Polskiej. Od lat 70. do rozwiązania należał do Polskiej Zjednoczonej Partii Robotniczej. W latach 80. był sekretarzem Rady Wojewódzkiej Patriotycznego Ruchu Odrodzenia Narodowego. W latach 1973–1988 pracował w Hucie Ferrum i kopalni węgla kamiennego w Czechosłowacji. W latach 90. prezesował spółkom prawa handlowego.
Przystąpił do Socjaldemokracji Rzeczypospolitej Polskiej, a następnie do Sojuszu Lewicy Demokratycznej. Od 1991 do 2005 sprawował mandat posła na Sejm I, II, III i IV z okręgów sosnowieckich: nr 35, nr 15 i nr 32 z ramienia SLD. Pełnił m.in. funkcję przewodniczącego struktur SLD w województwie śląskim. W latach 2001–2004 zajmował stanowiska wiceministra gospodarki, następnie skarbu państwa. W 2005 bezskutecznie ubiegał się o mandat senatora z własnego komitetu. W tym samym roku prokurator przedstawił mu zarzut przekroczenia uprawnień w ramach nadzoru sprawowanego nad prywatyzacją Polskich Hut Stali.
W 2015 Andrzej Szarawarski był kandydatem na posła z ramienia Zjednoczonej Lewicy.